# Altenberg
Altenberg je lázeňské město na východě německé spolkové země Sasko, na hranici s Českou republikou, nedaleko Cínovce, ve východní části Krušných hor. Nachází se v zemském okresu Saské Švýcarsko-Východní Krušné hory a má přibližně 7 900 obyvatel. Nejvyšším bodem je hora Kahleberg (905 metrů), odkud je možné pozorovat celé město s okolím.

## Historie

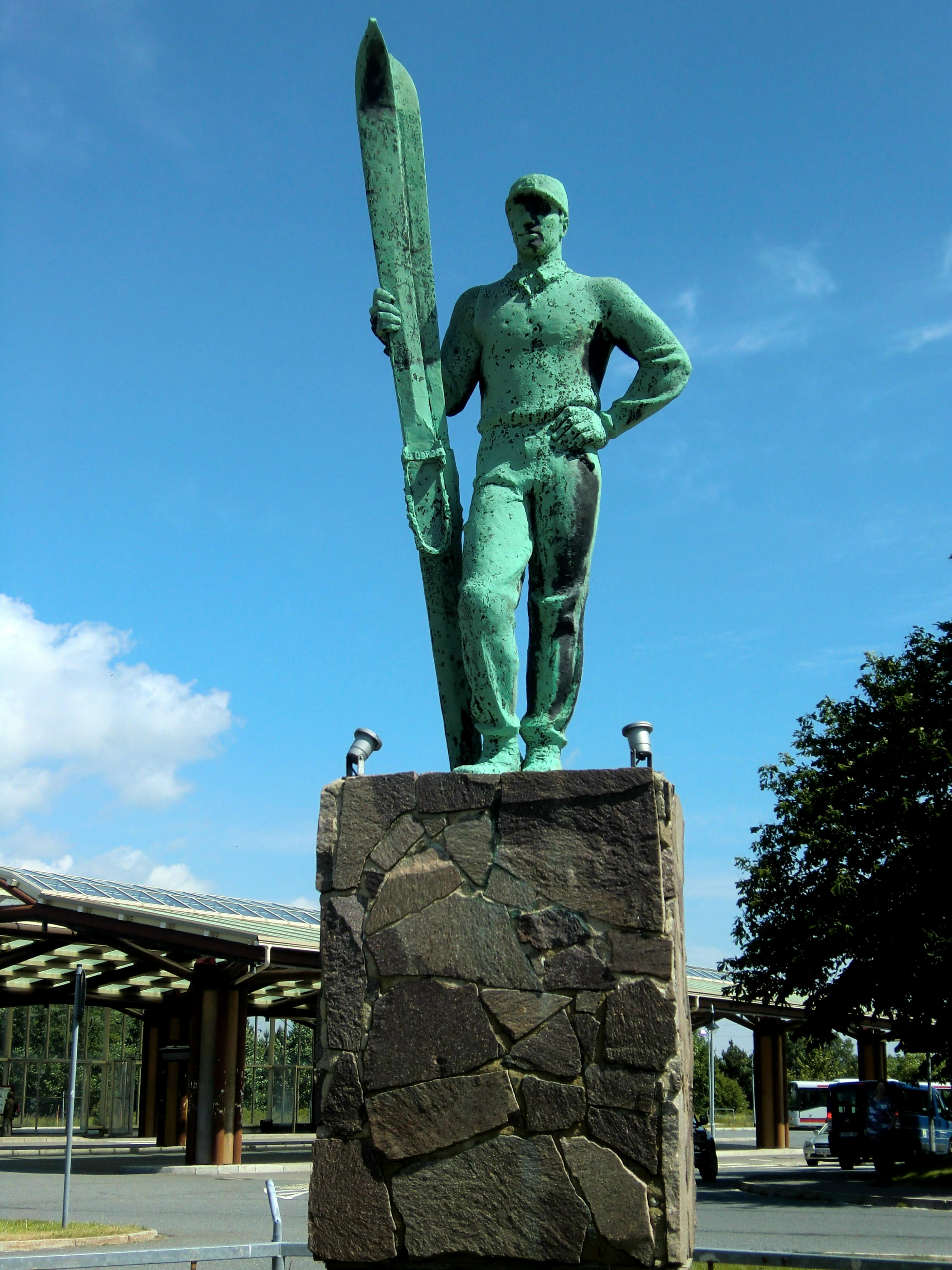
Pomník lyžařů

Potom, co započali horníci z Krupky a okolí pravděpodobně už ve 12. století s těžbou cínu, pronikali postupně v pozdějších staletích dál do hřebene Krušných hor ve snaze najít hlavní, ještě větší ložiska. Přitom objevili nejdříve ložiska okolo Cínovce (1378 - první písemná zmínka) a teprve poté okolo roku 1440 v Altenbergu. V bezprostřední blízkosti četných dolů, v nichž se postupně začínalo s těžbou, vznikl pak v podobě rozptýleného osídlení místních horníků Altenberg. Zdejší ložiska se v průběhu staletí stala nejdůležitějšími ložisky cínu ve střední Evropě.
Původně patřily pozemky pánu z Bernsteinu, vlastníkovi panství Bärenstein. V prosinci 1446 prodal rytíř Hans von Bernstein čtvrtý díl svého panství saskému kurfiřtovi, čímž se kurfiřt stal jediným vlastníkem rodícího se Altenbergu. Na základě výnosnosti ložisek se oblast rychle proměnila v jedno z nejdůležitějších hornických středisek východního Krušnohoří. Hospodářských rozmach vedl brzy k tomu, že Altenberg obdržel roku 1451 městské a trhové právo. Jako město byl Altenberg písemně zmíněn roku 1489 (Aldenberge) a poté roku 1534 (Aldenbergk). Původ jména města se dá vysvětlit jednoduchým spojením - "der alte Berg" - stará hora. O masivní důlní činnosti, která probíhala až do 20. století, svědčí dodnes mohutná pinka, trychtýř, který vznikl propadem roku 1620, dále pak čistírna cínu nebo štola Neuschebert-Glück (Neuschebert-Glück-Stollen), kde jsou znázorněny dobové metody těžby. Od přelomu 18. a 19. století začaly doplňovat těžbu cínu i různé druhy živností, např. produkce dřevěných hraček a slaměných květin.
V první polovině 20. století se Altenberg začal proměňovat díky své poloze, v níž se dlouho drží sníh, a díky dobré dostupnosti (1923 - zavedení železnice) ve významné centrum zimních sportů v Krušnohoří. V roce 1937 se tu konalo mistrovství Německa v lyžování.
8. května 1945 byla část centra města zničena hloubkovými nálety Rudé armády, které měly za cíl zdecimovat prchající německé jednotky, směřující do Čech. 9. května zde kromě toho za nejasných okolností vypukl velký požár, který zničil na 120 obytných domů. V posledních dnech války tak bylo zničeno zhruba 75% historického centra města.
V 50. letech započal rozvoj lázeňství, jehož hospodářský význam výrazně zesílil po roce 1991, kdy byla ve městě definitivně ukončena těžba. Roku 2004 byl městu udělen úřední titul "Kurort" - lázně. Díky speciální vodoléčbě, zvané též Kneippova kúra (dle Sebastiana Kneippa), je Altenberg označován za "Kneippkurort".

## Obecní správa

### Správní členění
Altenberg se dělí na 22 místních částí.
- Altenberg
- Bärenfels
- Bärenstein
- Falkenhain
- Fürstenau
- Fürstenwalde
- Geising
- Gottgetreu
- Hirschsprung
- Kipsdorf
- Lauenstein
- Liebenau
- Löwenhain
- Müglitz
- Neu-Rehefeld
- Neuhermsdorf
- Oberbärenburg
- Rehefeld-Zaunhaus
- Schellerhau
- Waldbärenburg
- Waldidylle
- Zinnwald-Georgenfeld

### Politické poměry
V komunálních volbách roku 2014 získali Nezávislí (Freie Wähler) 30,7 % hlasů, Křesťansko-demokratická unie (CDU) získala rovněž 30,7 % hlasů, Levice (Die Linke) dosáhla 11,7 %, Sdružení voličů Geising (WVG) 8,7 %, Sdružení voličů Bärenstein (BWV) 7,5 % a Národně demokratická strana Německa (NPD) 4,7 % hlasů. Zmíněné strany pak zasedly v městském zastupitelstvu. Starostou je Thomas Kirsten (Nezávislí).

## Volba starosty 2022
Ve volbách starosty 12. června 2022 byl starostou zvolen Markus Wiesenberg za CDU, který získal 68,0 % hlasů.

## Hospodářství

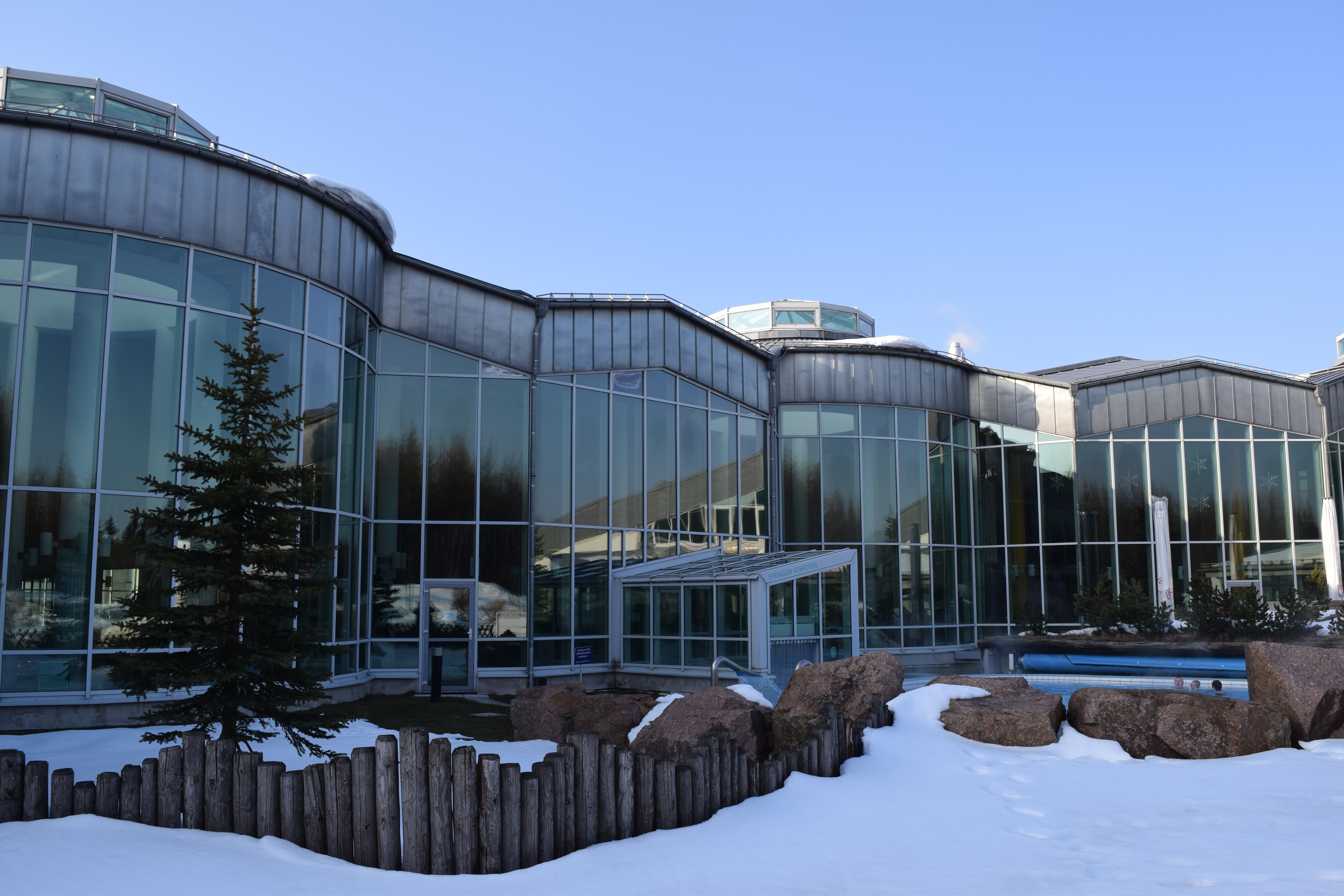
Areál s bazény v klinice Raupennest

Sloučením s Geisingem se rozloha Altenbergu rozrostla na 146 km², čímž vznikla největší obec v zemském okresu Saské Švýcarsko - Východní Krušnohoří. Současně s tím vznikla jedna z největších turistických oblastí v Krušnohoří. V roce 2009 zde bylo napočítáno 423 000 přenocování, což bylo 17 % všech registrovaných přenocování v zemském okrese. Cestovní ruch a lázeňství zajišťují v Altenbergu a Geisingu na 1 800 pracovních míst. Rehabilitační klinika Raupennest zaměstnává 170 lidí.
U nádraží se nachází supermarket Edeka. Kousek pod ním pak leží další supermarket Netto. Druhé Netto se nalézá na kraji Altenbergu, směrem ke státní hranici. Většina obchodů je soustředěna v Radniční ulici (Rathausstraße).
Od roku 1842 jsou ve zdejším podniku Altenberger vyráběny likéry. Likérka nabízí i pravidelné prohlídky pro veřejnost.

## Doprava

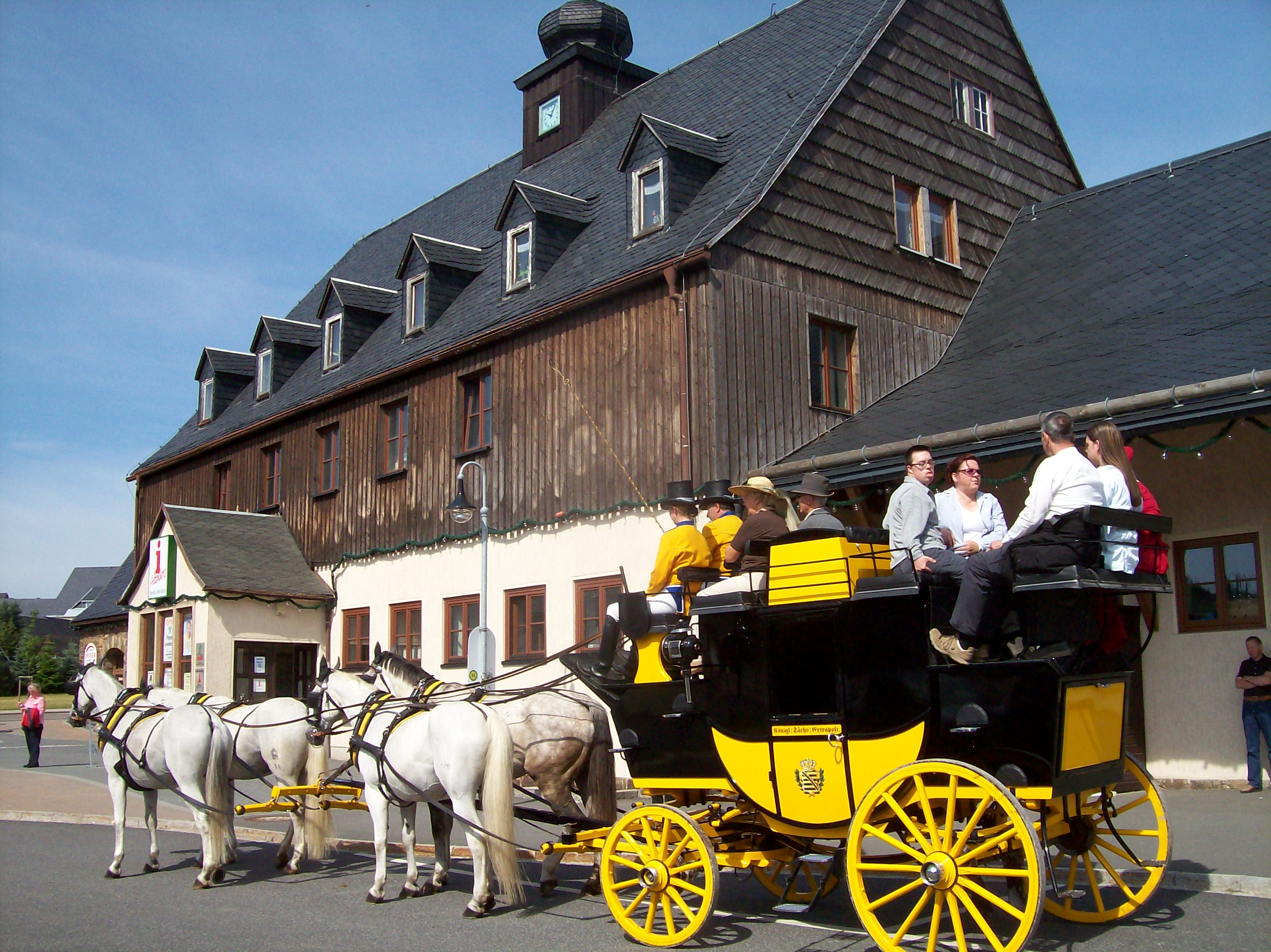
Poštovní kočár před nádražím v Altenbergu

Altenberg leží na silnici B 170, která přes Cínovec spojuje Drážďany se severními Čechami a Prahou. Tato silnice se rozvinula od svého postavení ve čtyřicátých letech 19. století v jednu z nejdůležitějších spojnic mezi Saskem a Čechami. Jako E55 byla později součástí panevropského dopravního koridoru IV., který probíhal ze Skandinávie do jižní Evropy. Po sjednocení Německa a pozdějším rozšíření Evropské unie na východ se výrazně zvýšil podíl nákladní dopravy, jelikož byl hraniční přechod Zinnwald-Georgenfeld jediným hraničním přechodem mezi Saskem a Čechami, kudy směla nákladní auta neomezeně jezdit. Roku 2005 projíždělo Altenbergem zhruba 3 900 nákladních aut denně. Od března 2006 byla B 170 pro nákladní dopravu jedoucí směrem do ČR uzavřena. Tento stav trval až do otevření nového úseku dálnice z Drážďan do Ústí nad Labem v prosinci 2006. Altenberg je také napojen na železniční trať Heidenau–Altenberg.

## Společnost

### Školství
Ve městě se nalézá gymnázium Glückauf-Gymnasium Dippoldiswalde/Altenberg. Jedná se o pobočku gymnázia v Dippoldiswalde. Obě gymnázia byla původně samostatná, ale v důsledku klesajícího počtu žáků byla v roce 2004 sloučena. Ve školním roce 2013/2014 docházelo na gymnázium v Altenbergu celkem 362 žáků, zatímco v Dippoldiswalde 733.

### Sport

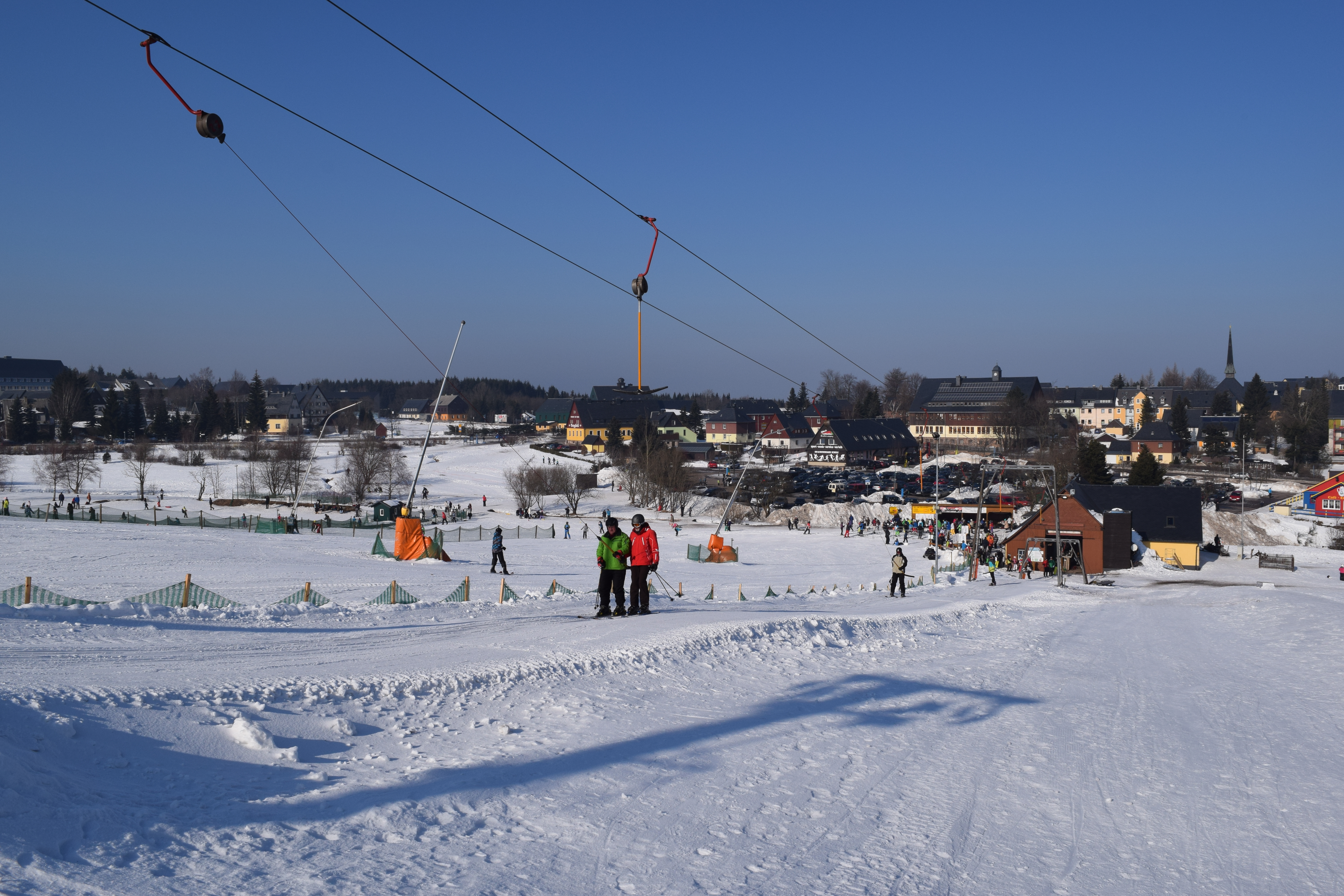
Spodní část sjezdovky s vlekem

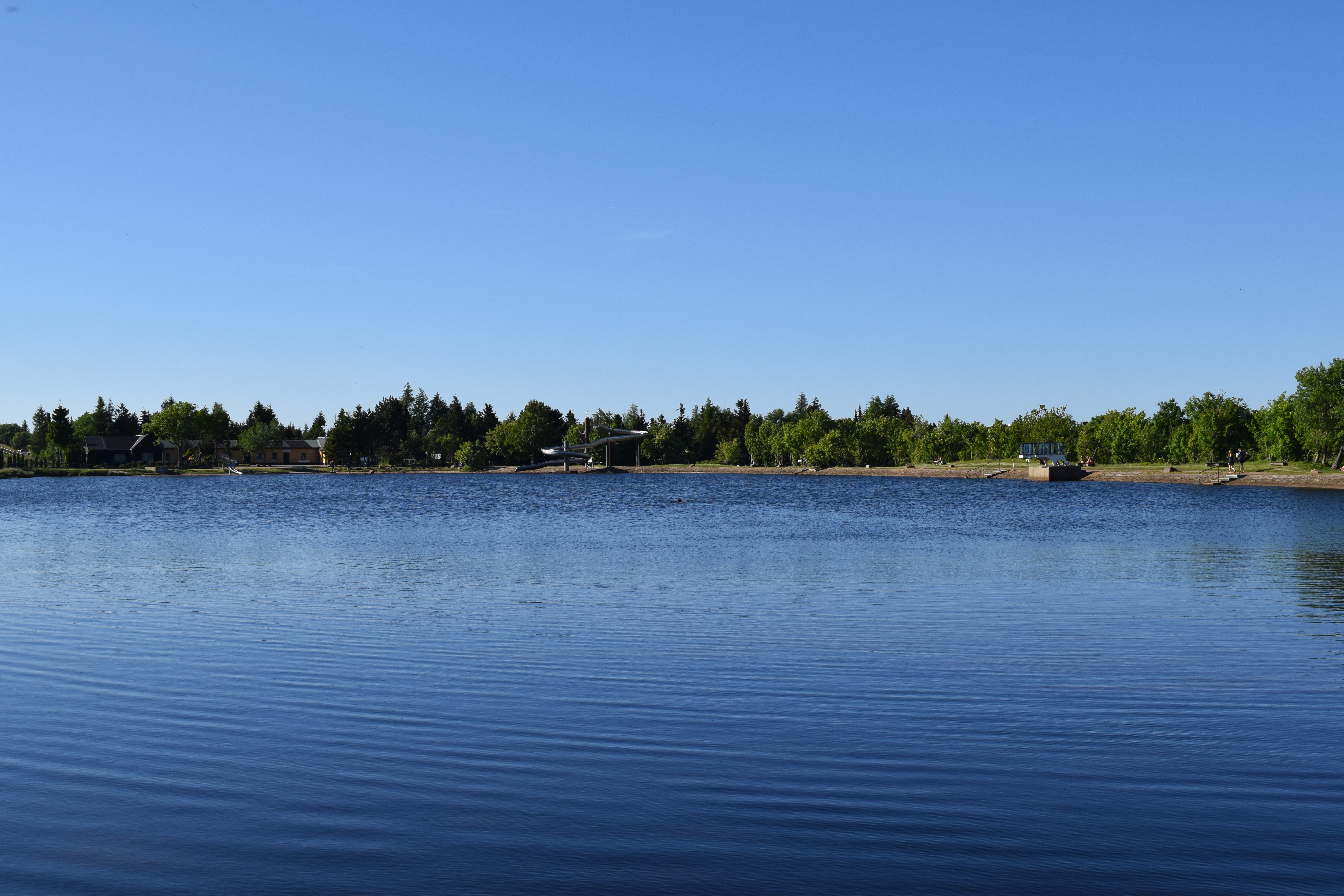
Koupaliště Kleiner Galgenteich

- V okolí jsou desítky kilometrů turistických stezek, např. přes hory Geisingberg nebo Kahleberg s možností pěkné vyhlídky. Nechybí ani cyklotrasy a trasy pro běžkaře.
- Blízko města se nalézá bobová dráha, vystavěná v letech 1982/83. Je dlouhá 1 413 metrů, má 17 zatáček a překonává převýšení 122 metrů. Dá se na ní dosáhnout rychlosti až 130 kilometrů za hodinu.
- V Altenbergu se nalézá i letní bobová dráha pro turisty (Sommerrodelbahn), jež je nejdelší v Sasku. V zimě je poblíž v provozu lyžařský vlek s umělým zasněžením.
- Směrem k české hranici se v lese nachází Sparkassen-Arena Osterzgebirge (volně přeloženo - Aréna spořitelny pro Východní Krušnohoří), kde se konají pravidelně biatlon a závody na běžkách.
- V létě je místním i návštěvníkům k dispozici tzv. Malý šibeniční rybník (Kleiner Galgenteich), který původně sloužil jako zásobárna vody pro čištění cínu a který byl po zavedení vodního potrubí do zdejších úpraven na počátku 20. století přeměněn na koupaliště a opatřen tobogánem. Dá se u něj i kempovat.
- Velice vyhledávanou je i rehabilitační klinika Raupennest. Uvnitř se nalézá několik bazénů s různou teplotou, sauny a restaurace. Jeden bazén se nalézá i venku. Díky vyhřívání je přístupný po celý rok.
- V městské části Geising se nachází bruslařská hala.

## Pamětihodnosti
- pinka

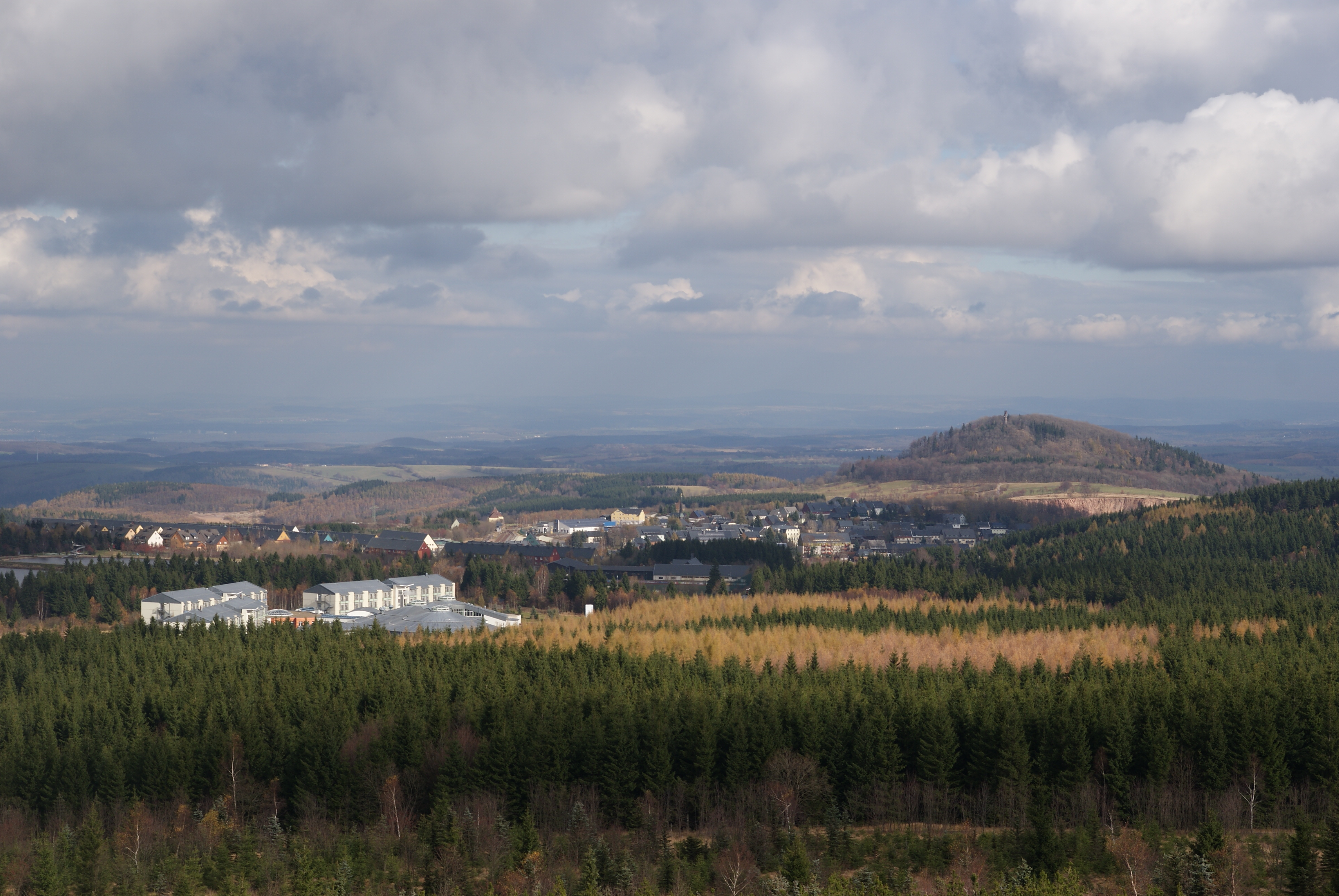
Pohled z hory Kahleberg na Altenberg

- hora Geisingberg s rozhlednou (přístupná za dobrého počasí)
- hora Kahleberg
- lovecký zámeček Rehefeld v místní části Rehefeld-Zaunhaus
- Georgenfeldské vrchoviště v místní části Zinnwald-Georgenfeld
- Hornické muzeum Altenberg (Bergbaumuseum Altenberg) - otevřeno roku 1957, nachází se v již v 16. století postavené budově úpravny cínu, jež prošla náročnou rekonstrukcí, ve spojení se 180 metrů dlouho štolou Neubeschert-Glück, přístupné od roku 1971, ukazuje proces těžby a zpracování cínu až po konečnou fázi
- Prohlídkový důl v místní části Zinnwald-Georgenfeld (Besucherbergwerk "Vereinigt Zwitterfeld zu Zinnwald") - otevřen roku 1992, zhruba tři kilometry dlouhý podzemní okruh vede až k česko-německé hranici
- Hornické muzeum v místní části Zinnwald-Georgendfeld (Museum Huthaus) - od roku 1983 informuje o místní historii, především o těžbě rudy a každodenním životě horníků
- Příhraniční naučná hornická stezka

## Osobnosti
- Johann Schelle (1648–1701), hudební skladatel

## Partnerská města
- Dubí, Česko
- Košťany, Česko
- Sulz am Neckar - Baden-Württemberg, Německo